# Bring the Light
Bring the Light — первый сингл с альбома «Different Gear, Still Speeding» английской рок-группы «Beady Eye». Стал дебютным релизом в истории группы.

## О сингле
Песня выпущена 10 ноября 2010 в цифровом формате и доступна для свободного скачивания в интернете. За первые сутки была скачана более 350 тысяч раз. Также издана ограниченным тиражом в виде семидюймовой виниловой пластинки.
В качестве би-сайда на сингле присутствует «Sons of the Stage», кавер-версия песни группы «World of Twist».

## Список композиций
| №  | Название                                   | Автор(ы)                            | Длительность |
| -- | ------------------------------------------ | ----------------------------------- | ------------ |
| 1. | «Bring the Light»                          | Лиам Гэллахер, Гем Арчер, Энди Белл | 3:43         |
| 2. | «Sons of the Stage» (World of Twist cover) | Гордон Кинг, Тони Огден             | 4:38         |

## Видеоклип
Официальный видеоклип на песню был представлен онлайн 16 ноября 2010. Клип снят режиссёром Чарли Лайтинингом, и в нём присутствуют как сами члены «Beady Eye», так и участвующие только в концертных выступлениях группы Джефф Вуттон и Мэтт Джонс.

## Критика
Многие фанаты «Oasis» восприняли песню негативно. В то же время, бывший менеджер группы Алан Макги призвал не судить новый коллектив Лиама Гэллахера по первому треку.
Песня получила смешанные отзывы профессиональных критиков. New Musical Express назвал песню «Oasis без Ноэля», заметив, что это лишь напоминание, что Лиам сам является хорошим автором песен со своим собственным стилем. Gigwise назвал песню «другой дорогой», уходом от фирменного звучания Oasis, также отметив, что рано говорить об отсутствии Ноэля Гэллахера в качестве автора, это будет видно на альбоме. Zvuki.ru встретили релиз положительно: «Не знаем, удастся ли им сообща „сделать Oasis“, но первые попытки выглядят достаточно убедительно». Также портал включил сингл в свою навигационную рубрику «Обратный отсчёт», посвящённую новым заметным релизам. Lookatme, напротив, был настроен скептически и ещё до выхода самого сингла писал: «Лиам, который так сильно прётся по 60-м сделал-таки свою рок’н’ролльную группу. Что на это говорит его старший брат неизвестно, но наверняка он с улыбкой и, быть может даже, со смешком слушал новые песни». Stereoboard отметил, что песня «звучит как альбом, наполненный поздним Oasis».

## Позиции в чартах
Сингл занял 61-е место в британском хит-параде синглов и возглавил инди- и рок-чарты.
| Чарт (2010)                     | Позиция |
| ------------------------------- | ------- |
| UK Singles                      | 61      |
| UK Indie                        | 5       |
| UK Indie Singles Breakers Chart | 1       |
| Бельгия (Ultratop Flanders)     | 32      |